# Tønning Slot
Tønning Slot (også Tønninghus, på tysk Tönninger Schloss) var et slot i det nordlige Tyskland, beliggende i havnebyen Tønning i det sydlige Nordfrisland. Det blev opført i årene 1580 til 1583 af Adolf af Slesvig-Holsten-Gottorp, som var hertug i de gottorpske dele i hertugdømmerne. 
Slottet i Tønning blev bygget på cirka samme tid som Husum Slot. Arkitekt var Hercules von Oberberg, som også stod bag udbygningen af Gottorp Slot og Koldinghus. Slottet var beliggende i byens sydlige del ud mod Ejderen og blev bygget som nærmest kvadratisk bygning med et firesidet tårn på hvert hjørne. Bygningskomplekset var omgivet af flere volde og en voldgrav. Bygningen lignede delvis Grøngård Slot ved Tønder. Opførelsen af Tønning Slot kan ses i sammenhæng med Adolfs planer om at genoplive Ejderen som handelsrute mellem Vesterhavet og Østersøen. 
Under den Store Nordiske Krig stillede gottorperne slottet svenskerne til rådighed, selv om gottorperne formelt har været neutrale. Efter krigen kom slottet 1721 sammen med de øvrige gottorpske besiddelser i Slesvig til den danske krone. I 1735 lod Frederik 5. slottet nedrive. På stedet findes nu slotshaven. I resterne af den gamle slotsgrav kan ses en miniaturemodel af det gamle slot. 